# Adrenalin O.D.
Adrenalin O.D. war eine US-amerikanische Hardcore-Band aus Elmwood Park (New Jersey), die von 1981 bis 1990 existierte und der New Yorker Hardcoreszene zugerechnet wurden.

## Geschichte
Adrenalin O.D. gingen aus der in den späten 1970er Jahren gegründeten Punkband The East Paterson Boys Choir hervor. Die erste Veröffentlichung waren zwei Stücke auf dem Sampler New York Thrash von ROIR, einem der frühesten Zeugnisse der New Yorker Hardcorekultur. Für die Veröffentlichung ihrer eigenen Tonträger gründete die Band das Label Buy Our Records, auf dem auch Alben mehrerer anderer Punk- und Hardcorebands aus New Jersey erschienen. Für ihre erste EP Let's Barbeque konnten sich Adrenalin O.D. nur 15 Minuten Studiozeit leisten und nahmen die sechs vorgesehenen Titel deshalb am Stück und ohne Overdubbing auf. Nach Veröffentlichung der EP wurde Gitarrist Foster durch Bruce Wingate ersetzt. Fortan blieb die Besetzung bis auf den Posten des Bassisten stabil. Auf dem dritten Studioalbum Cruising With Elvis In Bigfoot's UFO, produziert vom Ramones-Produzenten Daniel Rey, spielte Keith Hartel den Bass, auf Ishtar dann Wayne Garcia. Ishtar, produziert vom Dictators-Bassisten Andy Shernoff, fand so wenig Anklang bei Presse und Fans, dass die Band sich auflöste. Posthum erschienen noch eine EP (Sentimental Abuse, 1996) und eine LP (Themes, 2001) mit Demoaufnahmen aus den frühen 1980er Jahren.
Im Rahmen einer kurzlebigen Reunion 1996 gab die Band ein Konzert in dem Räumlichkeiten des Radiosenders WFMU, das auf der LP Phat n'Old veröffentlicht wurde. 1999 kam die Band nochmals zusammen, um auf Bitte von Fat Mike hin ein Lied für den Sampler Short Music for Short People auf Fat Mikes Label Fat Wreck Chords zu schreiben und aufzunehmen. Das Ergebnis war ein 31 Sekunden langes Stück namens Your Kung Fu Is Old...and Now You Must Die!!!. Seitdem tritt die Band gelegentlich für Reunion-Shows auf.
Jack Steeples spielte nach Auflösung von Adrenalin O.D. Gitarre bei der Punkband Mental Decay, mit der er zwischen 1989 und 1995 drei Singles aufnahm, auf denen er zum Teil auch den Bass spielte und zu denen er einige Lieder beitrug. Von 1995 bis 1999 spielte er Bass bei der Power-Pop-Band The Kowalskis, mit denen er ein Album aufnahm. 1999 gründete er mit Richard die Band SUX, die zehn Jahre Bestand hatte, aber ein reines Hobbyprojekt darstellte und nichts veröffentlichte. Paul Richard war 1994 als Bassist Gründungsmitglied der Kowalskis, die damals noch Killer Kowalski hießen. 1995 wechselte er an die Gitarre und rekrutierte Steeples für den Bass. Ab 1999 spielte er mit Steeples bei SUX. Bruce Wingate und Wayne Garcia spielten nach dem Ende von Adrenalin O.D. zunächst in einer Band namens Bruce Wayne; Wingate spielte seitdem in zahlreichen kleineren Bands. Letzteres gilt auch für Schlagzeuger Dave Scott Schwartzman, der mittlerweile in Florida lebt, was gemeinsame Auftritte mit dem Rest der Band erschwert. Lediglich der erste Gitarrist Jon Foster brachte es als Gründungsmitglied von Electric Frankenstein zu überregionaler Bekanntheit nach der Auflösung von Adrenalin O.D. Schwartzman veröffentlichte 2022 mit If It's Tuesday This Must Be Walla Walla: The Wacky History of Adrenalin O.D. eine von ihm geschriebene Biographie der Band.

## Stil und Einordnung
Adrenalin O.D. spielte schnellen Hardcore im Stile des D.C. Hardcore, der um Thrash-Metal-Elemente und gelegentlich um psychedelisch anmutende Passagen ergänzt wurde. Die Texte waren oftmals humorvoll. Die Wahrnehmung der Band in der Öffentlichkeit war durch die beiden Elemente Geschwindigkeit und Humor geprägt. Mit dem dritten Album Cruising With Elvis In Bigfoot's UFO wandte sich die Band teilweise vom Hardcore ab und spielte im Tempo reduzierten, melodischen Punk.
Wie auch die Misfits kam Adrenalin O.D. zwar aus New Jersey, orientierte sich aber in Richtung des im Osten unmittelbar angrenzenden New York. Von Elmwood Park, der 20.000-Einwohner-Kleinstadt, aus der Adrenalin O.D. kam, waren es nur 15 km bis nach Manhattan, und in New Jersey selbst gab es kaum Auftrittsmöglichkeiten. Entsprechend trat Adrenalin O.D. primär in New Yorker Clubs auf, tourte mit Agnostic Front oder Cause for Alarm und war auf NYHC-Samplern vertreten.

## Diskografie
- 1983: Let's Barbeque (EP, Buy Our Records)
- 1984: The Wacky Hi-Jinks of Adrenalin O.D. (Buy Our Records)
- 1986: Split-Album mit White Flag (Jungle Hop Records)
- 1986: Humungousfungusamongus (Buy Our Records)
- 1988: Cruising With Elvis In Bigfoot's UFO (Buy Our Records)
- 1990: Ishtar (Restless Records)
- 1996: Phat n'Old (Live-Album, Glüe Records)